# Holonuncia tuberculata
Holonuncia tuberculata is een hooiwagen uit de familie Triaenonychidae.